# Kościół Imienia Maryi w Jasiennej
Kościół Imienia Maryi w Jasiennej – rzymskokatolicki kościół parafialny znajdujący się w miejscowości Jasienna w powiecie nowosądeckim województwa małopolskiego.

## Historia kościoła
Początkowo duszpasterstwo toczyło się wokół budowanego od 1925 roku drewnianego kościoła. Kościół ten został rozebrany w 2000 roku. Nieco wcześniej, bo w 1999 rozpoczęto budowę nowego, murowanego kościoła, który poświęcił w 2001 biskup tarnowski Wiktor Skworc, a konsekrował 10 września 2017 biskup tarnowski Andrzej Jeż.
Projektantem nowego kościoła jest inż. arch. Bożena Bulanda. Ołtarz główny zaprojektował i wykonał Andrzej Pasoń, natomiast ołtarze boczne, chrzcielnicę, stacje drogi krzyżowej i relikwiarz Robert Motyka. Marek Niedojadko namalował obrazy do bocznych ołtarzy i zaprojektował witraże, które wykonała Pracownia Witraży K. Paczka i A. Ćwilewicz. Odpowiedzialnym za budowę był ks. proboszcz Edward Litak.